# Central Bank of Cyprus

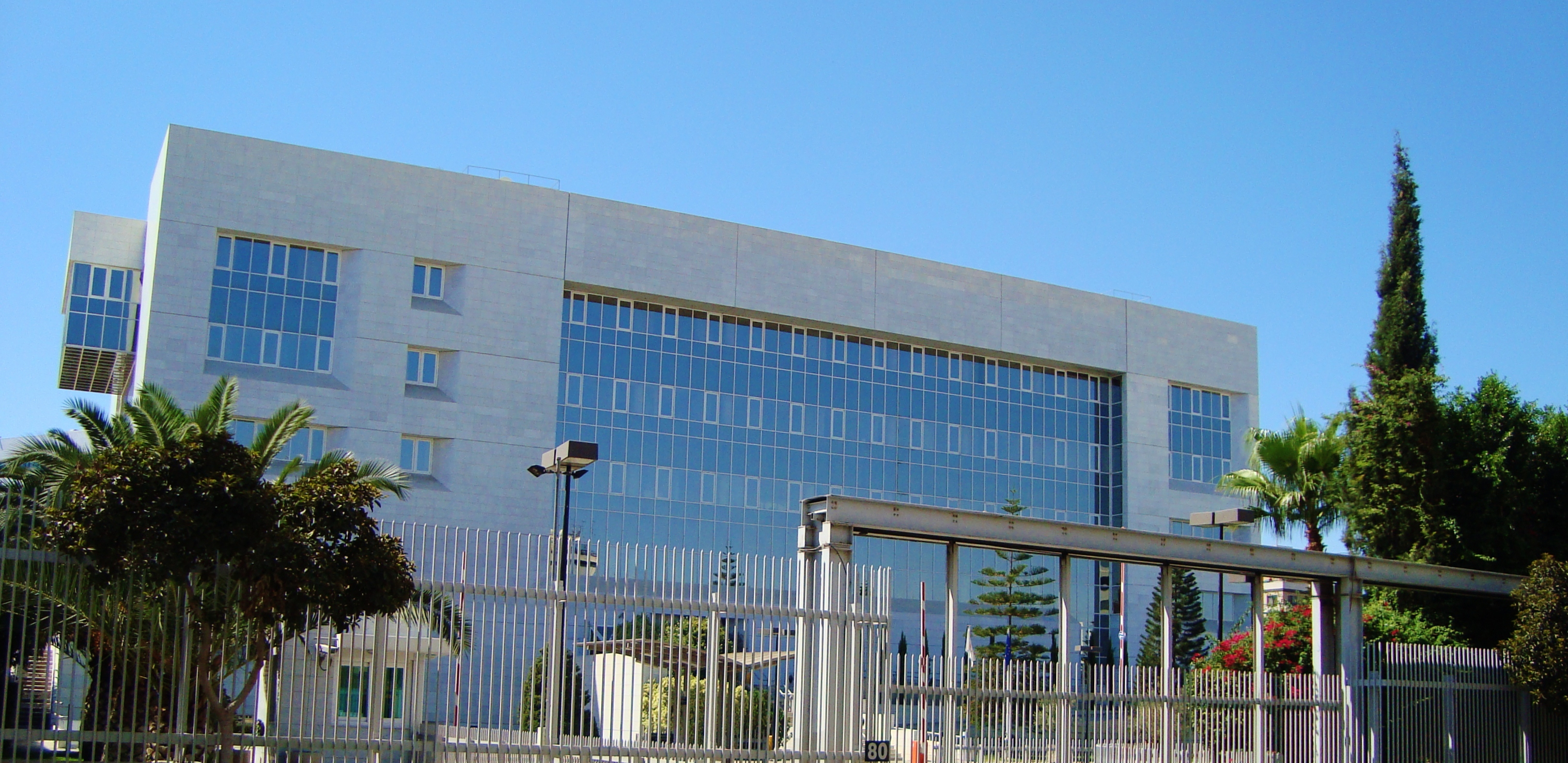
Bankens huvudkontor.

Central Bank of Cyprus (grekiska: Kεντρική Τράπεζα της Κύπρου, turkiska: Kıbrıs Merkez Bankası) är Cyperns centralbank. Den grundades den 14 december 1963 och har sitt säte i Nicosia. Banken har sina rötter från Cyperns tid som brittisk kronkoloni och var tidigare ansvarig för utgivningen av sedlar och mynt i den lokala valutan Cypriotiskt pund. Sedan införandet av euron i Cypern den 1 januari 2008 är centralbanken en del av Eurosystemet. Den nuvarande centralbankschefen, Constantinos Herodotou, tillträdde 11 april 2019.